# Castell de Howard

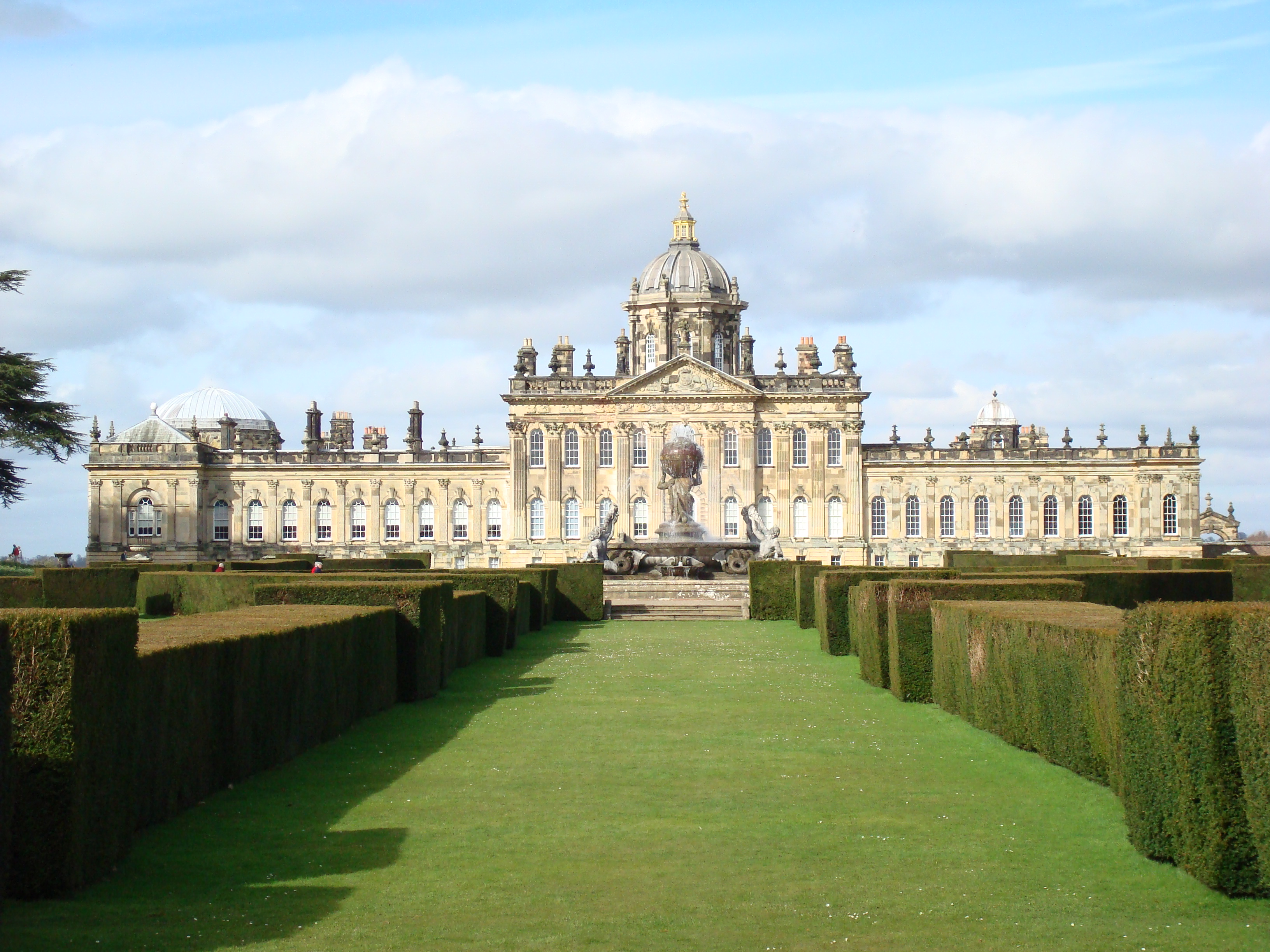
El castell de Howard.

El Castell de Howard és una mansió a Yorkshire a Anglaterra, a uns 40 quilòmetres al nord de la ciutat de York (Anglaterra). És esmentada entre les millors residències campestres de l'aristocràcia britànica, tant per la seva complexa i grandiosa arquitectura com pel seu ric contingut artístic i decoratiu, que inclou quadres de Canaletto, Annibale Carracci, Thomas Gainsborough i Johann Zoffany.
La major part de l'edifici es va construir entre 1699 - 1712 per al comte de Carlisle, seguint un disseny de Sir John Vanbrugh. S'anomena comunament castle, però en realitat no és un castell. El terme s'utilitza al Regne Unit per descriure cases de camp angleses que es van construir ja finalitzada l'era de la construcció de castells (prop de l'any 1500) i que no tenen cap funció militar. Aquesta mansió ha estat la llar de la família Howard durant més de 300 anys i continua sent-ho actualment. A més, és visitable pels turistes, dins la categoria de museus anglesos.

## Edifici

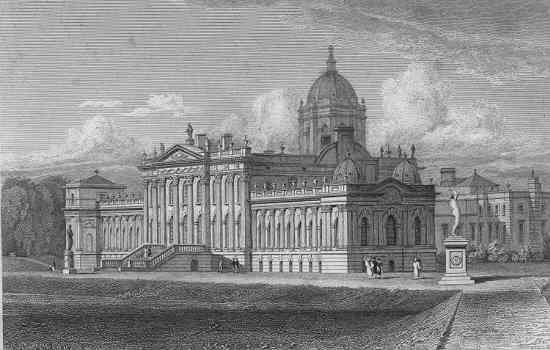
El castell segons un gravat de 1829.

El tercer comte de Carlisle va mantenir una conversa amb William Talman, un dels principals arquitectes del moment, tot i que finalment li va encarregar l'obra a Vanbrugh, company al club Kit-Cat. Va ser la primera obra arquitectònica de Vanbrugh que va comptar amb l'ajuda de Nicholas Hawksmoor.
El disseny de Vanbrugh es definia en una estructura barroca amb dues ales simètriques a cada un dels costats d'un eix nord-sud. La cúpula central es va afegir en posteriors dissenys, després que s'haguessin iniciat les obres. Entre el 1701 i 1703 es va realitzar la primera construcció; el primer que es va dur a terme va ser l'ala. Es va seguir per la zona est de la façana del jardí (1701 el 1706), el bloc central (incloent la cúpula) (1703 el 1706) i la zona oest de la façana del jardí (1707 - 1709). Tot estava decorat en estil barroc, amb querubins, cornises i urnes, amb columnes d'estil dòric a la façana nord i d'ordre corinti en la sud. Molts dels interiors van ser decorats per Giovanni Antonio Pellegrini.
El comte va concentrar, llavors, totes les energies a envoltar el castell de jardins. Encara que el disseny complet apareix en el tercer volum de l'obra Vitruvius Britannicus de Colén Campbell (1725), l'ala oest no es va construir fins a la mort de Vanbrugh el 1726. La casa estava sense acabar en el moment de la mort del tercer comte de Carlisle el 1738 però l'obra finalitzà i es va reiniciar amb l'arribada del seu successor.
No obstant això, no es va acabar l'obra així com la va idear Vanbrugh: l'ala oest es realitzà en un estil propi del palladianisme, seguint un disseny del gendre del comte, Sir Thomas Robinson. L'obra no va ser finalitzada per complet fins a 1811.
Una part important de la casa va quedar destruïda el 9 de novembre de 1940 en un incendi. Una de les parts que es va cremar va ser la cúpula central, que es va desplomar; encara són visibles a terra els cops causats per la runa. També es van perdre moltes pintures decoratives de Marc Ricci. Les habitacions van ser restaurades en la seva majoria, i la casa es va obrir al públic el 1952. A principis de la dècada de 1980, i gràcies al rodatge de la sèrie Retorn a Brideshead, es redecoraren amb murals nous algunes estades afectades per l'esmentat incendi.

### Col·leccions artístiques
La mansió alberga una extraordinària col·lecció de pintura, escultura i arts decoratives. La major part de la pinacoteca va ser reunida en un segle gràcies, en bona part, al Grand Tour que van emprendre per Europa diversos comtes i durant el qual van recopilar a Itàlia pintures i vestigis antics. Desafortunadament, l'incendi de 1940 i els revessos econòmics han minvat una mica aquestes col·leccions, tot i que segueixen sent notables.
Al costat dels típics paisatges de Canaletto i Bernardo Bellotto, que es van posar de moda al segle xviii, cal citar exemples de Leandro Bassano, Tiziano, Annibale Carracci, Marc Ricci, Orazio Gentileschi, Domenichino, Giovanni Paolo Pannini, Joshua Reynolds, George Stubbs i Gainsborough.
Altres tresors rellevants són: la col·lecció de porcellana, amb més de 300 peces de les millors factories europees (Sèvres, Meissen, Delft); un conjunt d'estàtues i relleus romans adquirits a Itàlia; i un grup de tres tèxtils brodats, similars a tapissos, dissenyats pel pintor prerafaelita William Morris que representen les heroïnes antigues Lucrècia, Hipòlita i Helena de Troia.
La mansió compta, així mateix, amb vidrieres dissenyades per Edward Burne-Jones.

## Jardins
El castell de Howard compta amb diversos i amplis jardins. Just darrere de la casa hi ha un jardí de grans dimensions. La casa està situada sobre un cingle, característica que es va aprofitar per dissenyar un paisatge de jardins, que s'obren des del jardí central. aquí es troben dos edificis principals: el Temple dels Quatre Vents, al final del jardí, i el Mausoleu, al parc. A banda i banda de la casa hi ha un llac. Les muralles que envolten els jardins estan cobertes de roses i de flors.
Hi ha un arborètum de 514.000 m² que es troba prop de la casa, però amb una entrada separada. La plantació de l'arborètum es va iniciar el 1975 amb la intenció de crear una de les col·leccions més importants d'arbres al Regne Unit.

## El castell en el cinema i la televisió
El castell ha estat utilitzat com a decorat en algunes pel·lícules i sèries de televisió:
- Barry Lyndon, Stanley Kubrick (1975)
- Garfield 2 (2006)
- Retorn a Brideshead (1981)